# 1845 no Brasil
Esta é uma cronologia dos fatos acontecimentos de ano 1845 no Brasil.

## Incumbente
- Imperador – D. Pedro II (9 de abril de 1831-15 de novembro de 1889)

## Eventos
- 1 de março:  David Canabarro assina o Tratado de Poncho Verde com Caxias. Fim da Guerra dos Farrapos e da República Rio-Grandense.
- 6 de agosto: Pedro II do Brasil viaja para as províncias do Sul.[1]
- 8 de agosto: Bill Aberdeen é aprovada pelo Parlamento da Grã-Bretanha e proíbe o comércio de escravos nos navios entre a África e a América.
- 30 de agosto: Duque de Caxias é escolhido senador pelo imperador.